# Stele egizia
La stele egizia, in geroglifico:
| V24 | G43 | O26 |

| V24 | G43 | O26 |

| P6 | D42 · G43 | O26 |

| P6 | D42 · G43 | O26 |

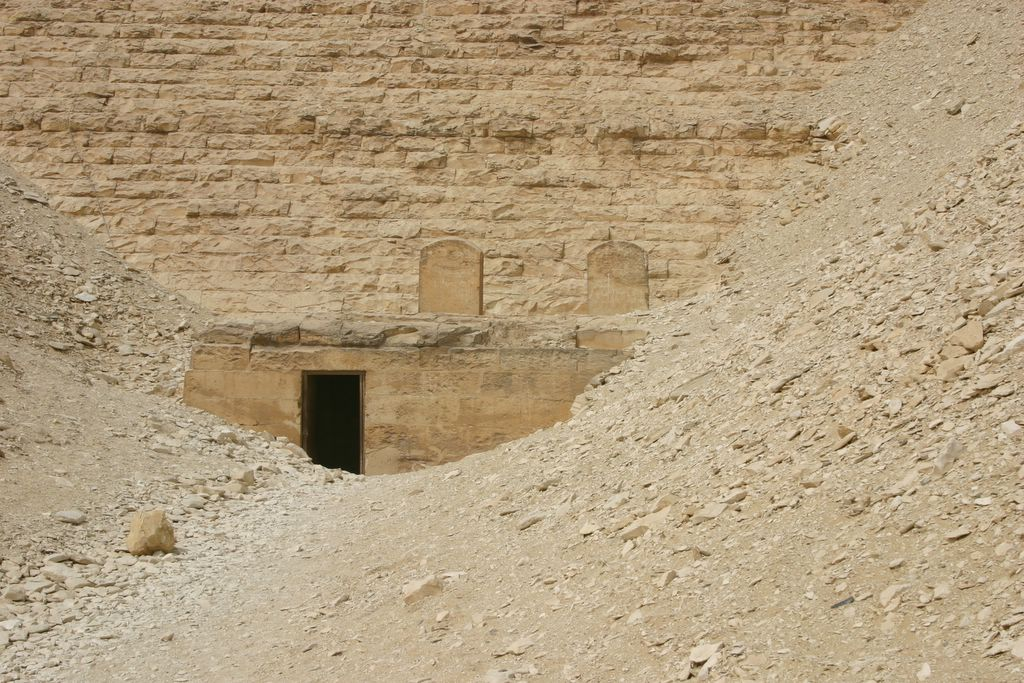
Tempio funerario di Snefru

era una lastra monolitica in pietra calcarea, sulla quale venivano rappresentati rilievi, raffigurazioni ed iscrizioni dai vari contenuti.
Di varie dimensioni, poteva avere forma rettangolare o quadrata e presentare in alto una cornice  in vari stili architettonici. Le stele reali della I dinastia erano rettangolari con la parte superiore arrotondata e venivano collocate in coppia ai lati delle mastabe.
Caso particolare, le due stele monolitiche in calcaree del modesto tempio funerario del sovrano Snefru a Meidum sono anepigrafe poiché detto tempio non fu mai terminato.
Davanti alle stele situate sulla facciata orientale della piramide vi è un altare o più specificatamente una tavola delle offerte.
Grazie alle moderne tecnologie oggi possono essere decifrate anche le stele più antiche ed erose con il metodo detto  "Reflectance Transformation Imaging (RTI)".
A seconda dei contenuti, ne distinguiamo vari tipi.

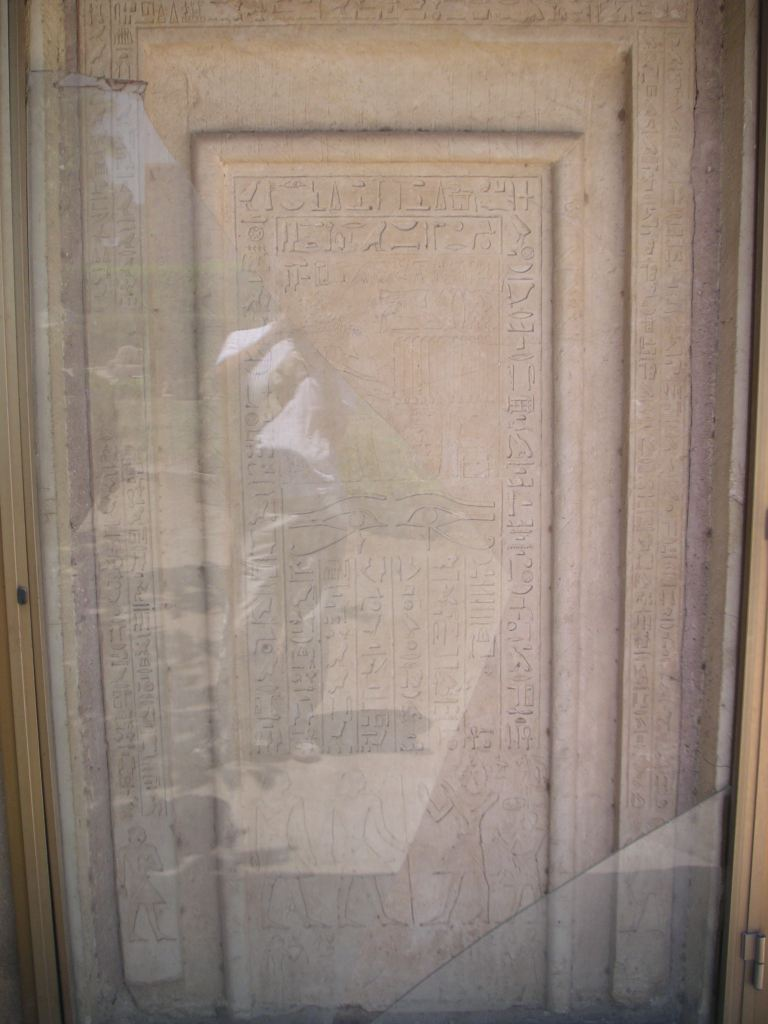
Stele a falsa porta

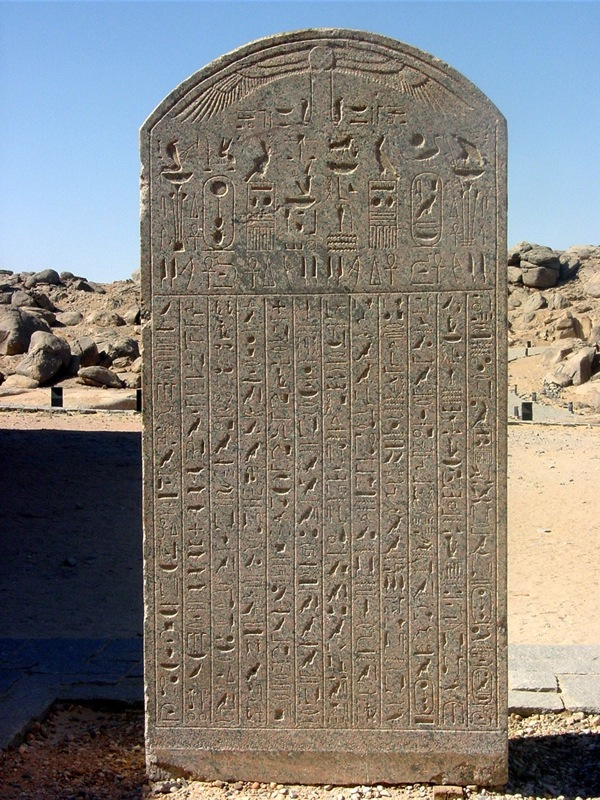
Stele commemorativa

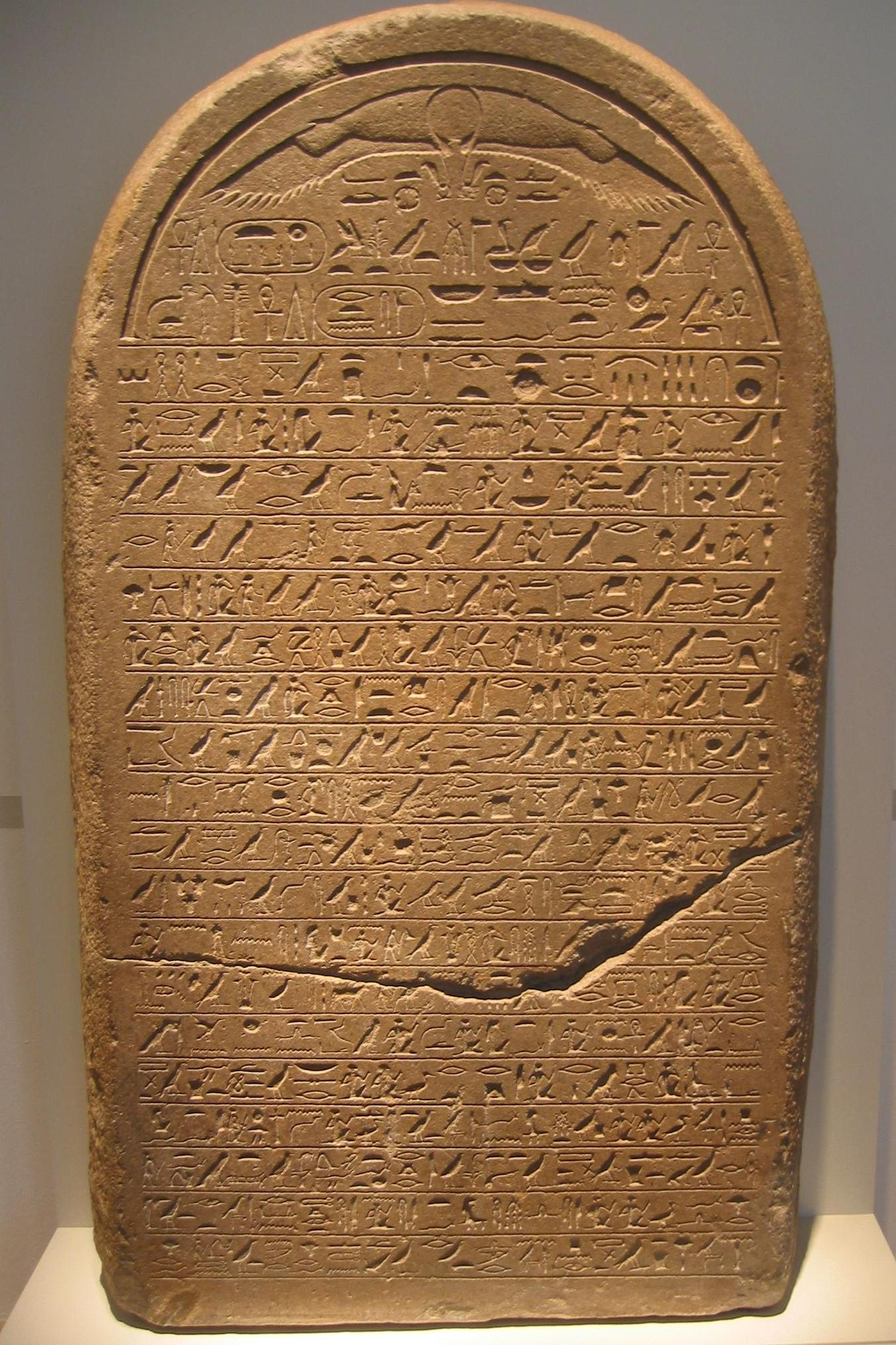
Stele di demarcazione o di frontiera

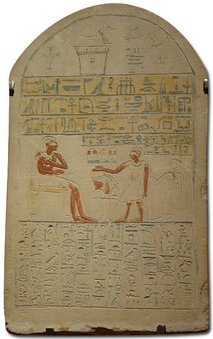
Stele funeraria

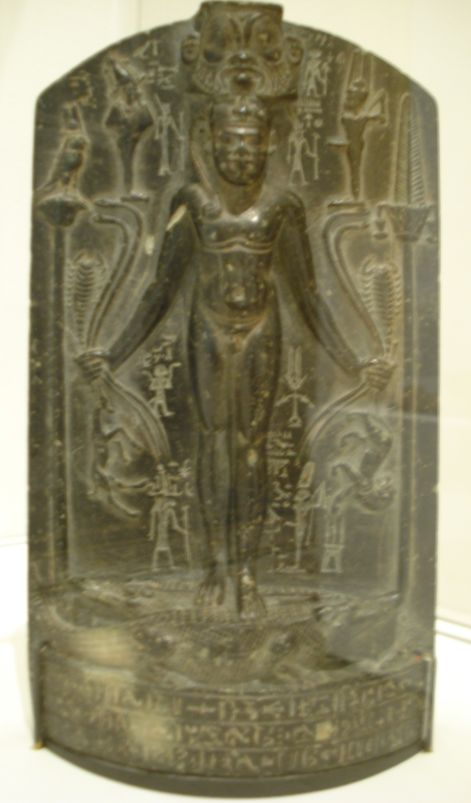
Stele magica

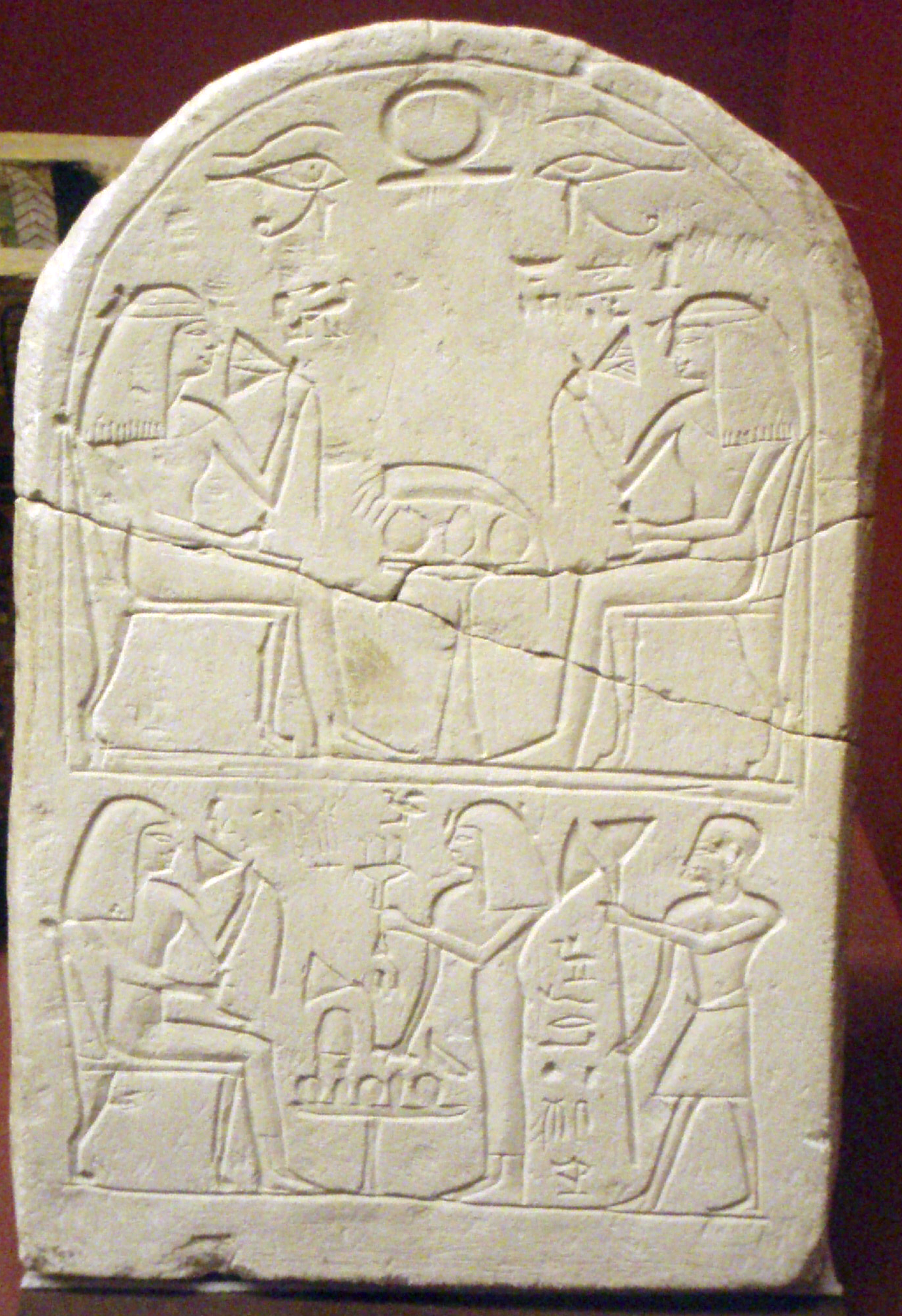
Stele votiva

## Stele a falsa porta
Di uso funebre era molto in auge durante l'Antico Regno e rappresentava una porta magica attraverso la quale il Ka del defunto poteva tornare nel mondo dei vivi per poi tornare nell'Aldilà. Aveva lo stesso significato della Falsa porta inserita nella Facciata di palazzo dei sarcofagi ed era generalmente situata tra la camera delle offerte e quella funebre. Poteva essere rappresentata su legno o pietra mentre la stele funeraria vera e propria era inserita sopra l'architrave della Falsa porta.

## Stele commemorativa
Di contenuto autobiografico era apposta nei luoghi più svariati immortalando le vittorie o le imprese di sovrani e nobili. Tra le più note vi è  quella di Thutmose IV posta tra le zampe della sfinge a Giza.

## Stele di demarcazione o  Stele di frontiera
Indicava i limiti dei terreni, del territorio delle città e i confini dello Stato. Famose le quindici stele che delimitavano il territorio di Amarna. La Stele di frontiera di Netjerkheperu, datata circa il 1863 a.C., rinvenuta a Semna in Nubia, fu fatta scolpire dal sovrano egizio della XII dinastia Netjerkheperu per indicare lo spostamento della presenza egizia verso sud.

## Stele funeraria
Di uso funebre, identificava il defunto rendendone vivo il nome e provvedeva, attraverso immagini e parole, affinché egli avesse tutti i beni necessari per un'agiata vita nell'Aldilà. Durante il Primo periodo intermedio avevano forma rettangolare con decorazioni molto semplici ma erano comunque già parte integrante del corredo funebre insieme al sarcofago.
Nella stele rappresentata vi è in alto la formula funeraria hetep di nesu ossia "offerta che concede il sovrano".
Il defunto è seduto davanti alla tavola delle offerte su una grande sedia, detta sedile di presentazione a zampe di leone.

## Stele giuridica
Vi erano incisi atti privati e pubblici come le donazioni ed i testamenti.

## Stele magica
Questo tipo di stele comparve alla fine del Nuovo Regno ed ebbe grande diffusione per i suoi fini apotropaici nel prevenire eventi nefasti, dissolvere forze negative e consentire guarigioni.
Le stele, fatte in vari materiali e dimensioni, raffiguravano Horo trionfante sui pericoli ma verso la XXVI dinastia veniva effigiato, per avere un maggior effetto magico,  anche il proprietario della stele.
Sovente veniva fatta bere, per esempio ad un malato, dell'acqua fatta scorrere sulla lastra e che restava così impregnata di magici influssi.

## Stele politica
Aveva scopo propagandistico recando scene rituali e di guerra con parole di esaltazione e frasi magniloquenti verso il sovrano. Apposta in luoghi pubblici era di notevoli dimensioni e recava scritte anche le disposizioni del re.
Ne sono state rinvenute anche fuori dei confini dell'Egitto.

## Stele votiva
Era quella dedicata al culto e veniva collocata nei templi e nei luoghi sacri. Recava incise le offerte agli dei, preghiere o richieste di favori alle divinità, oppure il ringraziamento per quelli ricevuti. Tipica del Nuovo Regno ne sono state trovate numerose ad Abido.